# Hải cẩu râu
Hải cẩu râu (Erignathus barbatus) là một loài động vật có vú trong họ Hải cẩu thật sự, bộ Ăn thịt. Loài này được Erxleben mô tả năm 1777.
Hải cẩu có râu sinh sống ở và gần Bắc Băng Dương.
Hải cẩu có râu đạt chiều dài khoảng 2,1 đến 2,7 m từ mũi đến đuôi và nặng từ 200 đến 430 kg. Hải cẩu cái lớn hơn con đực, nghĩa là chúng dị hình giới tính.
Hải cẩu râu, cùng với hải cẩu đeo vòng, là nguồn thức ăn chính của gấu Bắc Cực. Chúng cũng là một nguồn thực phẩm quan trọng cho người Inuit ở bờ biển Bắc Cực.

## Hình ảnh

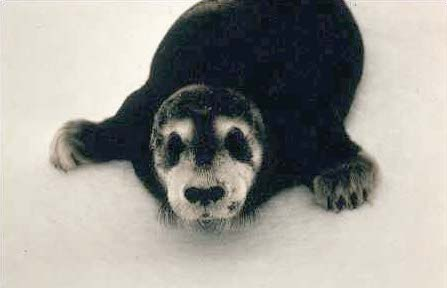
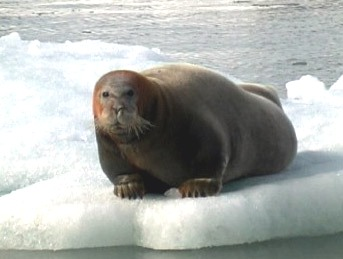
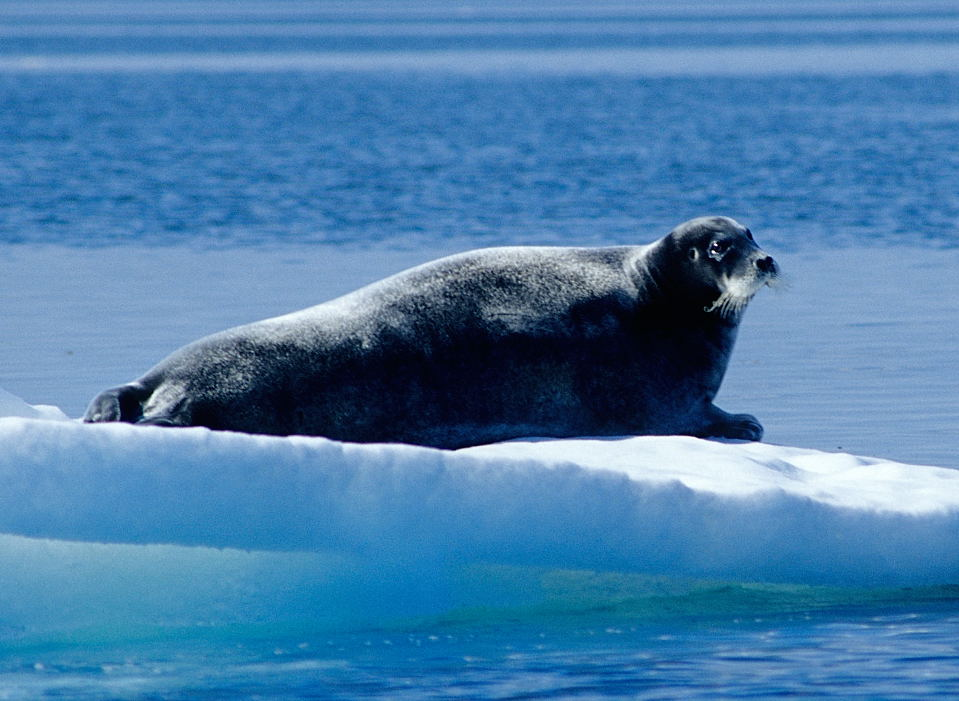
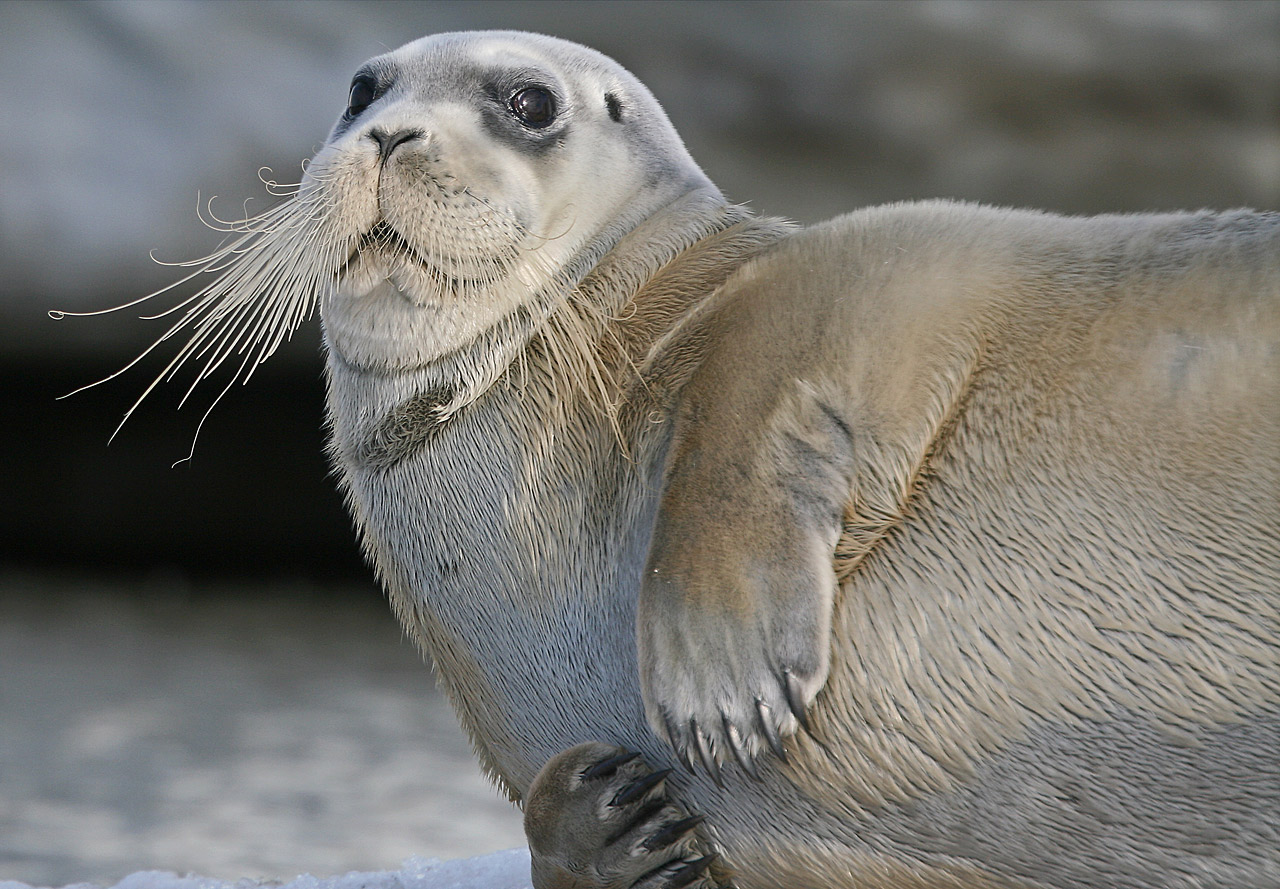